# Podkraj (Glamoč)
Pour les articles homonymes, voir Podkraj.
Podkraj (en serbe cyrillique : Подкрај) est un village de Bosnie-Herzégovine. Il est situé dans la municipalité de Glamoč, dans le canton 10 et dans la fédération de Bosnie-et-Herzégovine. Selon les premiers résultats du recensement bosnien de 2013, il compte 16 habitants.

## Démographie

### Évolution historique de la population
| 1948 | 1953 | 1961 | 1971 | 1981 | 1991 | 2013 |
| ---- | ---- | ---- | ---- | ---- | ---- | ---- |
| -    | -    | 84   | 68   | 42   | 35   | 16   |

|  |